# حسن یکتاپناه
حسن یکتاپناه (زاده ۵ خرداد ۱۳۴۲ - تهران) کارگردان سینمای اهل ایران است. 
وی فعالیت در سینما را بعنوان منشی صحنه و دستیار کارگردان آغاز کرد و پس از آن به عنوان برنامه‌ریز به همکاری با افرادی همچون عباس کیارستمی، تهمینه میلانی، جعفر پناهی، ابراهیم فروزش و احمد بخشی پرداخت. یکتاپناه در سال ۱۳۷۸ اولین فیلم بلند خود را با نام جمعه کارگردانی کرد. این فیلم در سال ۲۰۰۰ در بخش نوعی نگاه فستیوال فیلم کن به نمایش درآمد و موفق به کسب دوربین زرین شد و بدنبال آن در چهل فستیوال مختلف جهانی دیگر نیز به نمایش درآمد.

## فیلم‌شناسی

### کارگردان
- غیرمجاز (۱۳۹۴)
- داستان ناتمام (۱۳۸۲)
- جمعه (۱۳۷۸)

### نویسنده
- داستان ناتمام (۱۳۸۲)

### تدوین
- داستان ناتمام (۱۳۸۲)

### دستیار کارگردان
- نیمه پنهان (۱۳۸۰)
- دو زن (۱۳۷۷)
- طعم گیلاس (۱۳۷۵)
- دلشدگان (۱۳۷۰)
- دیگه چه خبر!؟ (۱۳۷۰)
- جمیل (۱۳۶۶)

## جایزه‌ها
- برنده جایزه سازمان عفو بین‌الملل جشنواره بین‌المللی فیلم روتردام برای داستان ناتمام ۲۰۰۵
- برنده جایزه بهترین کارگردانی در بخش استعدادهای نو جشنواره بین‌المللی فیلم شانگهای برای داستان ناتمام ۲۰۰۴
- برده جایزه یوزپلنگ نقره‌ای جشنواره بین‌المللی فیلم لوکارنو برای داستان ناتمام ۲۰۰۴
- برنده جایزه دایره طلایی بهترین کارگردانی جشنواره بین‌المللی فیلم آسیایی وزول برای داستان ناتمام ۲۰۰۴
- برنده جایزه بزرگ جشنواره فیلم توکیو فیلمکس برای جمعه ۲۰۰۰
- برنده دوربین زرین جشنواره فیلم کن برای جمعه ۲۰۰۰